# Paracalanus nudus
Paracalanus nudus är en kräftdjursart som beskrevs av Sewell 1929. Paracalanus nudus ingår i släktet Paracalanus och familjen Paracalanidae. Inga underarter finns listade i Catalogue of Life.